# گرگ سرخ
گرگ سرخ (نام علمی: Canis lupus rufus) نام یک زیرگونه از گونه گرگ است. این جانور ظاهری بین کایوت و گرگ خاکستری دارد و تا حدودی قرمز رنگ است. این حیوان بومی جنوب شرقی ایالات متحده آمریکا بوده و از نظر تکاملی به گرگ‌های شرقی بومی کانادا بسیار نزدیک است. در مورد منشأ دقیق تکاملی این حیوان اختلافات و نظریات مختلفی وجود دارد. در دهه‌های اخیر تعداد این حیوان به شدت کاهش یافته و در معرض انقراض است.

## توصیف
گرگ قرمز در گذشته پراکندگی وسیعی در شرق و جنوب ایالات متحده آمریکا داشته اما طی دهه‌های اخیر تعداد آن رو به کاهش رفت تا جایی که تصور می‌شد که آخرین نمونه گرگ قرمز در سال ۱۹۸۰ از بین رفته باشد اما تعداد ۱۴ گرگ قرمز توانسته بودند از انقراض جان سالم به در ببرند. سازمان‌های حافظ محیط زیست در آمریکا دست به تکثیر این حیوانات در اسارت زده و پس از چند سال تعداد ۶۴ گرگ تکثیر شده را به طبیعت بازگرداندند. در ابتدا تعداد این جمعیت افزایش پیدا کرد ولی با گذشت زمان تعداد آن‌ها مجدداً رو به کاهش رفته و در سال ۲۰۱۹ حضور تنها ۱۴ گرگ قرمز در زیستگاه خود تأیید شد.
گرگ‌های قرمز معمولاً ۶ یا ۷ توله به دنیا می‌آورند. توله‌ها پس از ۶ هفته از لانه خارج شده و در دو سالگی بالغ می‌شوند.. طول حیوان بالغ ۱۴۰ تا ۱۶۰ سانتی‌متر و وزن آن‌ها ۲۳ تا ۳۹ کیلوگرم است.